# Albbruck
Albbruck è un comune tedesco di 7 512 abitanti,, situato nel land del Baden-Württemberg.

## Amministrazione

### Gemellaggi
- Carmignano di Brenta, dal 1959